# Piz Arina
Piz Arina är en bergstopp i Schweiz.   Den ligger i regionen Engiadina Bassa/Val Müstair och kantonen Graubünden, i den östra delen av landet, 220 km öster om huvudstaden Bern. Toppen på Piz Arina är 2 828 meter över havet, eller 191 meter över den omgivande terrängen. Bredden vid basen är 1,3 km.
Terrängen runt Piz Arina är huvudsakligen bergig, men åt nordväst är den kuperad. Runt Piz Arina är det mycket glesbefolkat, med 5 invånare per kvadratkilometer.. Närmaste större samhälle är Scuol, 9,3 km sydväst om Piz Arina. 
Trakten runt Piz Arina består i huvudsak av gräsmarker.